# Танашева, Гаухар Шаймерденовна
Гаухар Шаймерденовна Танашева (род. 29 ноября 1974, с. Жосалы, Кармакчинский район, Кызылординская область, Казахская ССР, СССР) — казахстанский государственный деятель. Депутат Мажилиса Парламента Республики Казахстан VIII созыва, член комитета по социально-культурному развитию.

## Биография
Родилась 29 ноября 1974 года в селе Жосалы Кармакчинского района Кызылординской области.

### Образование
В 1998 году окончила Казахский национальный медицинский университет имени С. Д. Асфендиярова по специальности «лечебное дело».  С 1998 по 2000 год проходила обучение в клинической ординатуре КазНМУ им. С.Д. Асфендиярова при НИИ кардиологии по специальности «кардиология». В 2004 году окончила Институт международных профессий по специальности «экономист-менеджер».

## Трудовая деятельность
С 2000 по 2002 год – Ассистент на кафедре внутренних болезней КазНМУ им. С.Д. Асфендиярова. С 2003 по 2016 год – работала в отделе маркетинга в фармацевтических компаниях (Pfizer, Gedeon Richter, Zentiva, Sanofi, Actavis). С 2014 по 2022 год – Президент Общественного фонда «Алматинский благотворительный фонд развития молодежи «Дети Казахстана». В 2019 году – руководитель центра «Бақытты отбасы» Бостандыкского района Алматы. С 2020 по 2023 год – Директор Корпоративного фонда «ОБЪЕДИНЕНИЕ МАТЕРЕЙ КАЗАХСТАНА». С 29 марта 2023 года по настоящее время – Депутат Мажилиса Парламента Республики Казахстан VIII созыва от  Алматы, избрана по партийному списку партии «Народная партия Казахстана», член Комитета по социально-культурному развитию Мажилиса Парламента Республики Казахстан, член Фракции партии «Народная партия Казахстана» в Мажилисе Парламента Республики Казахстан.

## Общественная деятельность
С 2021 года – член попечительского совета Алматинского областного Детского Дома № 1.
С 2023 года – член попечительского совета КГУ «Детская деревня семейного типа села Кенжеколь».